# صدف آفریقایی
صدف آفریقایی (نام علمی: Senilia senilis) نام یک گونه از تیره صدف عرشه‌دار است.